# Fritz Baur
Fritz Baur (* 6. Juli 1911 in Dillingen an der Donau; † 2. Mai 1992 in Tübingen) war ein deutscher Rechtswissenschaftler und ordentlicher Professor an der Eberhard Karls Universität Tübingen.

## Leben
Nach seinem Abitur 1929 am Eberhard-Ludwigs-Gymnasium Stuttgart studierte Fritz Baur von 1930 bis 1933 Rechtswissenschaft an den Universitäten Tübingen und München. Zum 1. Mai 1933 trat er der NSDAP bei. Er arbeitete als wissenschaftlicher Assistent bei Heinrich Stoll, bei welchem er im Jahr 1935 mit einer Arbeit über die Reform des Schadensersatzrechts promoviert wurde. Sein zweites Staatsexamen absolvierte er 1937 und wurde im selben Jahr zum Richter am Landgericht Tübingen ernannt. 1940 wurde er an der Juristischen Fakultät der Universität Tübingen bei Heinrich Stoll und Eduard Kern mit dem Thema „Die Bindung an Entscheidungen“ habilitiert. 1941 wurde er zunächst Dozent, dann außerordentlicher Professor an der Universität Gießen. Seit 1947 war er wieder im Justizdienst tätig, zunächst am Landgericht Tübingen, dann im Justizministerium. 1954 folgte die Berufung auf einen Lehrstuhl an der Universität Mainz, 1956 dann an die Universität Tübingen. Er lehnte Rufe nach Frankfurt, Köln und München ab und blieb in Tübingen bis zu seiner Emeritierung im Jahre 1977. 
Im Jahr 1981 erschien eine von seinen Schülern herausgegebene Festschrift zu seinem 70. Geburtstag. Aus Anlass von Baurs 80. Geburtstag wurde 1991 in Tübingen ein Symposium zum Thema „Wege zu einem europäischen Zivilprozessrecht“ veranstaltet. Zu seinen Forschungsschwerpunkten zählten das Bürgerliche Recht und das Zivilprozessrecht. Seit 1958 war er Mitherausgeber der Juristenzeitung (JZ), seit 1967 zusätzlich Mitherausgeber der Zeitschrift für Zivilprozess (ZZP).
Fritz Baur war mit Hildegard Baur, geb. Mallebrain verheiratet und hatte fünf Kinder sowie zwölf Enkelkinder. Er war Mitglied der katholischen Studentenverbindung KStV Alamannia Tübingen.

## Ehrungen
- 1970: Ehrendoktorwürde der Universität Innsbruck
- 1975: Ehrendoktorwürde der Universität Athen
- 1985: Großes Bundesverdienstkreuz der Bundesrepublik Deutschland
- Ehrenmitglied der Vereinigung der japanischen Zivilprozessrechtslehrer
- Ehrenmitglied des instituto mexicano del derecho procesual

## Schüler
Zu seinem Schülerkreis gehören:
- Rolf Stürner
- Wolfgang Grunsky
- Manfred Wolf
- Gerhard Walter

## Schriften (Auswahl)

### Lehrbücher, Monographien
- Lehrbuch des Sachenrechts, (1.–15. Auflage).
- Zivilprozessrecht (1.–6. Auflage).
- Einführung in das Recht der Bundesrepublik Deutschland.
- Grundbegriffe des Rechts der freiwilligen Gerichtsbarkeit.
- Zwangsvollstreckungs-, Konkurs- und Vergleichsrecht.
- Studien zum einstweiligen Rechtsschutz.
- Reform des Schadensersatzrechts.
- Wege zu einer Konzentration der mündlichen Verhandlung im Prozess.

### Aufsätze
- Der Beseitigungsanspruch nach § 1004 BGB, in: AcP 160, 465.
- Der Testamentsvollstrecker als Unternehmer, in: Festschrift für Dölle, Bd. 1, 1963, 249.
- Zuständigkeit aus dem Sachzusammenhang, in: Festschrift für v. Hippel, 1967, 1.
- Hypothetische Inzidentprozesse, in: Festschrift für Larenz, 1973, 1063.
- Einige Bemerkungen zum verfahrensrechtlichen ordre public, in: Festschrift für Guldener, 1973, 1.
- Die ideelle Immission, in: Festschrift für Michelakis, 1973.